# Зустріч в горах
«Зустріч в горах» (груз. «შეხვედრა მთაში») — радянський комедійний художній фільм знятий на кіностудії «Грузія-фільм» в 1966 році.

## Сюжет
Десь в горах Грузії, в Хевсуретії ведуться зйомки художнього фільму. Режисер дуже незадоволений грою артистки Лалі, яка грає хевсурську дівчину Мзевінар…

## У ролях
- Лейла Абашидзе —  Лалі і Мзевінар
- Вахтанг Кікабідзе —  Гія
- Іполит Хвічія —  Мераб
- Тенгіз Арчвадзе —  Вахтанг
- Лалі Месхі — епізод
- Коте Даушвілі —  Звіад
- Олена Кіпшидзе — епізод
- Г. Лелонідзе — епізод
- А. Мамрікішвілі — епізод
- А. Мачаваріані — епізод
- Ніно Чхеїдзе —  Гвірістіне
- А. Ебралідзе — епізод
- С. Ебралідзе — епізод

## Знімальна група
- Режисер — Ніколоз Санішвілі
- Сценаристи — Петро Грузинський, Ніколоз Санішвілі
- Оператор — Фелікс Висоцький
- Композитори — Бідзіна Квернадзе, Арчіл Кереселидзе, Георгій Цабадзе
- Художник — Леонід Мамаладзе